# ميخائيل ليبسكي
ميخائيل ليبسكي هو منافس ألعاب قوى روسي، ولد في 5 مارس 1982.

## وصلات خارجية
- ميخائيل ليبسكي على موقع الاتحاد الدولي لألعاب القوى (الإنجليزية)
- ميخائيل ليبسكي على موقع اللجنة الأولمبية الدولية (الإنجليزية)
- ميخائيل ليبسكي على موقع أوليمبيديا (الإنجليزية)